# Jeunesse (film 1910)
Jeunesse è un cortometraggio muto del 1910 diretto da Louis Feuillade e da Léonce Perret.

## Produzione
Il film fu prodotto dalla Société des Etablissements L. Gaumont

## Distribuzione
Distribuito dalla Société des Etablissements L. Gaumont, uscì nelle sale cinematografiche francesi nel 1910.